# Метеж в гръцката армия в Близкия Изток (1944)
Метежът в Близкия изток (на гръцки: Εξέγερση στη Μέση Ανατολή), наричано често в гръцката историография и Близкоизточно движение (на гръцки: Κίνημα της Μέσης Ανατολής) , е важно събитие в съвременната история на гръцките въоръжени сили и Гърция по време на Втората световна война.
Потушаването на въстанието има важни политически последици, създавайки предпоставки като прелюдия за пряката британска военна намеса в Гърция през декември 1944 г. и за последвалата я Гражданска война в Гърция (1946 – 1949).
Гръцкият историк Георгиос Афанасиадис нарича събитията в Близкия изток „първия акт на гръцката трагедия“.

## Прелюдия
След края на операция Марита и последвалата я операция Меркурий, територията на кралство Гърция е окупирана от силите на Оста, а териториалните преразпределения на територията ѝ остават за след края на ВСВ.
Правителството на кралство Гърция е евакуирано с британски военни самолети в Кайро, откъдето продължава само номинално да изпълнява функциите си. С обръщане на хода на войната през 1943 г., настъпва обрат и в гръцката съпротива. Отначало кралското гръцко правителство е последвано от ограничен кръг гръцки военни и от част от местните гърци в Египет. Остатъчният гръцки флот изпълнява само конвойни функции на кралския британски флот. Числеността на гръцката армия в изгнание до края на 1942 г. възлиза на около 30 хиляди души, от които 18 000 в армията, 7000 във флота и между 4000 – 5000 във военновъздушните сили. Сред личния състав на тази гръцка армия в изгнание има много привърженици на леви и крайнолеви идеи, които се отнасят към командването си като към монархофашистко и вдигат два локални бунта през февруари-март 1943 г. в корпуса базиран в планините на Ливан. Гръцките войници и по-голяма част от младшия команден състав отказват да се подчиняват на офицерите на диктатора Йоанис Метаксас. Личният състав в остатъчната гръцка армия е разделен непоправимо на монархисти и републиканци. Стига са дори до линчуване на стари гръцки кралски офицери. Главното командаване успява някак да уталожи бунтовните настроения от началото на 1943 г., разформировайки частите и изпращайки голяма част от бунтуващите се за охрана на лагери с германски военнопленници в Тобрук. 
През юли 1943 г. избухва нов бунт в кралския гръцки флот, който е потушен със солзотворен газ по нареждане на Софоклис Венизелос, а 27 гръцки моряци са арестувани. Паралелно в друга военноморска гръцка част избухват други стълкновения завършили със самоубийство, 300 гръцки моряци са изпратени в концентрационен лагер за прокомунистически убеждения и пропаганда, от които четирима са осъдени на смърт на въоръжен метеж /присъдите не са изпълнени/. Британското главно военно командване в Близкия Изток настоява да се намеси пряко, за да локализира и неутрализира бунта в редиците на своя гръцки съюзник. Въпреки тези крути мерки, бунтовните настроения се усилват и ескалират.

## Повод
На 18 март 1944 г. по неведоми пътища до личния състав на гръцките въоръжени сили в Близкия Изток достига вестта за сформирания във Виняни на територията на окупирана Гърция от т.нар. Гръцка народна освободителна армия – „Политически комитет за национално освобождение“ (Πολιτική Επιτροπή Εθνικής Απελευθέρωσης – ΠΕΕΑ), по-известен като „Правителството от планината“. Тази вест създава усещане в гръцкия личен боен състав за скорошно формиране на едно правителство на националното единство, което да наложи следвоенния обществено-политически ред в Гърция. От друга страна, вестта вдъхва смут и леденина всред висшия гръцки команден състав и най-вече в британското главно командване, предвид твърдите планове на британския премиер Уинстън Чърчил да запази цяла Гърция в британската сфера на влияние. Вестта еманципира младшия команден състав и по-голяма част от гръцките войници към опит за овладеят командването на гръцките въоръжени сили с цел да придобият преимущество в предстоящия вътрешнополитически сблъсък на гръцка територия. Новината от планините на Гърция не трогва гръцкият премиер в изгнание Емануил Цудерос, което става непосредствен повод за вдигането на въстанието. Като за начало делегация от гръцки офицери с републикански убеждения посещават Цедурос с искане да влезе в преговори за създаване на ново гръцко правителство на националното единство с новосформираното „гръцко правителство от планината“. Цудерос вежливо отказва и заповядва офицерите от делегацията да бъдат арестувани, притеснявайки се от нов бунт от тяхна страна. Арестът дава обратен ефект и веднага по-голяма част от личния състав се вдига на бунт. Цудерос е готов с оставката си, обаче силен британски натиск го закотвя временно на поста. Чърчил не може да си позволи лукса да загуби следвоенна Гърция. 
В резултат от тези събития, близо 5000 гръцки войници и офицери, в т.ч. и 14 от висшето командване заявяват, че признават за законно гръцко правителство това на ЕЛАС от планините на Гърция. Разбирайки новината, Чърчил нарежда на британските части в Близкия Изток да потушат гръцкия бунт в тила. Най-проблемен се оказва гръцкият флот, тъй като командващия го Константинос Александрис е признал правителството на ЕЛАС. Разбирайки за патовата ситуация, Чърчил нарежда пълна блокада на гръцките си съюзници, т.е. спиране на всякакви продоволствия, в т.ч. вода и храна на неподчиняващите се. Започват преговори.
На 13 април 1944 г. пребиваващият в Кайро гръцки крал Георгиос II назначава за нов премиер Софоклис Венизелос, т.е. взема се твърд курс на отпор срещу пълзящата „комунистическа опасност“ в редиците на гръцката армия, според определението на Чърчил. В разултат от това, Първа гръцка бригада влиза във въоръжен сблъсък с верни на краля части и най-вече с британски въоръжени подразделения. Нещата с гръцкия флот са обаче далеч по-сложни, като опасенията са, че ще последва съдбата на френския флот при Оран от 1940 г., т.е. ще бъде потопен, но не и верен на Великобритания.

## Последствия
На 16 април 1944 г. адмирал Андрю Кънингам информира Венизелос за британската готовност да се справи с остатъците от гръцкия военноморски флот, т.е. да го потопи подобно на френския в операция Катапулт. Венизелос назначава за нов командващ на гръцкия военноморски флот Петрос Вулгарис, надявайки се, че личния състав ще се подчини на новия главнокомандващ. Вулгарис организира пуч в нощта на 22 срещу 23 април 1943 г. и на цената от стотина жертви все пак успява да овладее положението със съдовете в порт Саид, обаче положението на другите гръцки бойни кораби остава проблематично. До края на юни 1944 г. продължава масовото неподчинение на новото командване от гръцките бойни кораби, като последния бунтовен остава разрушителя „Пиндос“, т.е. Пинд.
В резултат от въстанието цялата гръцка армия в Близкия Изток е разформирована, а между 20 и 22 хил. гръцки войници и офицери за изпратени по концентрационни британски лагери в Еритрея, Египет, Судан и Либия. Тази съдба избягват само две верни на краля, пробританското правителство на Венизелос и британците – бойни части, а това са Трета гръцка планинска бригада и Свещения отряд. Британското висше политическо ръководство оказва неимоверен натиск над Съветите да озаптят политическото ръководство на Комунистическата партия на Гърция, в резултат от което се организира политическа среща в Ливан, на която от ЕДЕС осъждат въстанието като реакционно и левосектанско. В крайна сметка до декември 1944 г. и по време на британската операция „Манна“ (1944) за нахлуване в Гърция, гражданския вътрешногръцки конфликт е спрян, но не и уталожен. Сталин получава своето от Чърчил на Балканите въз основа процентно споразумение и оставя гръцката съпротива сама на себе си, в резултат от което тя е победена с решителната британско-американска военна помощ в избухналата постфактум гражданска война в Гърция.